# Алтай (місто, Монголія)
Алтай (монг. Алтай) — місто в Монголії, адміністративний центр Гобі-Алтайського аймаку. Населення — 13 тисяч мешканців.

## Географія
Розташований на відстані 1001 км від столиці країни у північній частині хребта Хан Тайшир. Серед монгольських міст має найвищу висоту над рівнем моря — 2181 метр.

### Клімат
Місто знаходиться у зоні, котра характеризується кліматом полярних пустель. Найтепліший місяць — липень із середньою температурою 11.7 °C (53 °F). Найхолодніший місяць — січень, із середньою температурою -20 °С (-4 °F).
| Клімат Алтая            | Клімат Алтая | Клімат Алтая | Клімат Алтая | Клімат Алтая | Клімат Алтая | Клімат Алтая | Клімат Алтая | Клімат Алтая | Клімат Алтая | Клімат Алтая | Клімат Алтая | Клімат Алтая | Клімат Алтая |
| Показник                | Січ.         | Лют.         | Бер.         | Квіт.        | Трав.        | Черв.        | Лип.         | Серп.        | Вер.         | Жовт.        | Лист.        | Груд.        | Рік          |
| Середня температура, °C | −20          | −17          | −11          | −1           | 5            | 10           | 12           | 10           | 4            | −3           | −12          | −19          | −3           |
| Норма опадів, мм        | 1            | 1            | 1            | 5            | 9            | 28           | 36           | 19           | 9            | 2            | 1            | 1            | 113          |
| ----------------------- | ------------ | ------------ | ------------ | ------------ | ------------ | ------------ | ------------ | ------------ | ------------ | ------------ | ------------ | ------------ | ------------ |
| Джерело: Weatherbase    |              |              |              |              |              |              |              |              |              |              |              |              |              |

## Промисловість та соціальна сфера
У місті є електростанція, деревообробний комбінат, пошта, медичний коледж, школи, лікарня, культурний і торгово-обслуговуючий центр.

## Транспорт
Алтай розташований на трансмонгольській магістралі Улан-Батор — Арвайхер — Алтай — Ховд — Улий. Також у місті є аеропорт, в якому є одна неасфальтована смуга. Аеропорт слугує для внутрішніх перельотів в Арвайхеер та Улан-Батор. Аеропорт міста Алтай має координати 96° 13' 15 E та 46° 22' 35 N, код ІКАО ZMAT

## Культура
У місті розташований краєзнавчий музей Гобі-Алтайського аймаку, який нараховує понад 7500 експонатів. Музей було засновано 1947 року. Серед найцікавіших експонатів — нефритова сокира, яка датується 4-5 тисячоліттям до н. е., бронзова скульптура коня 7-3 століття до н. е. та срібна печатка XIX століття з ручками у вигляді фігурок левів, гравіроване сідло XVII століття. У музеї зберігається стегнова кістка динозаврів, яка була знайдена 1973 року.